# Herbert J. Brees

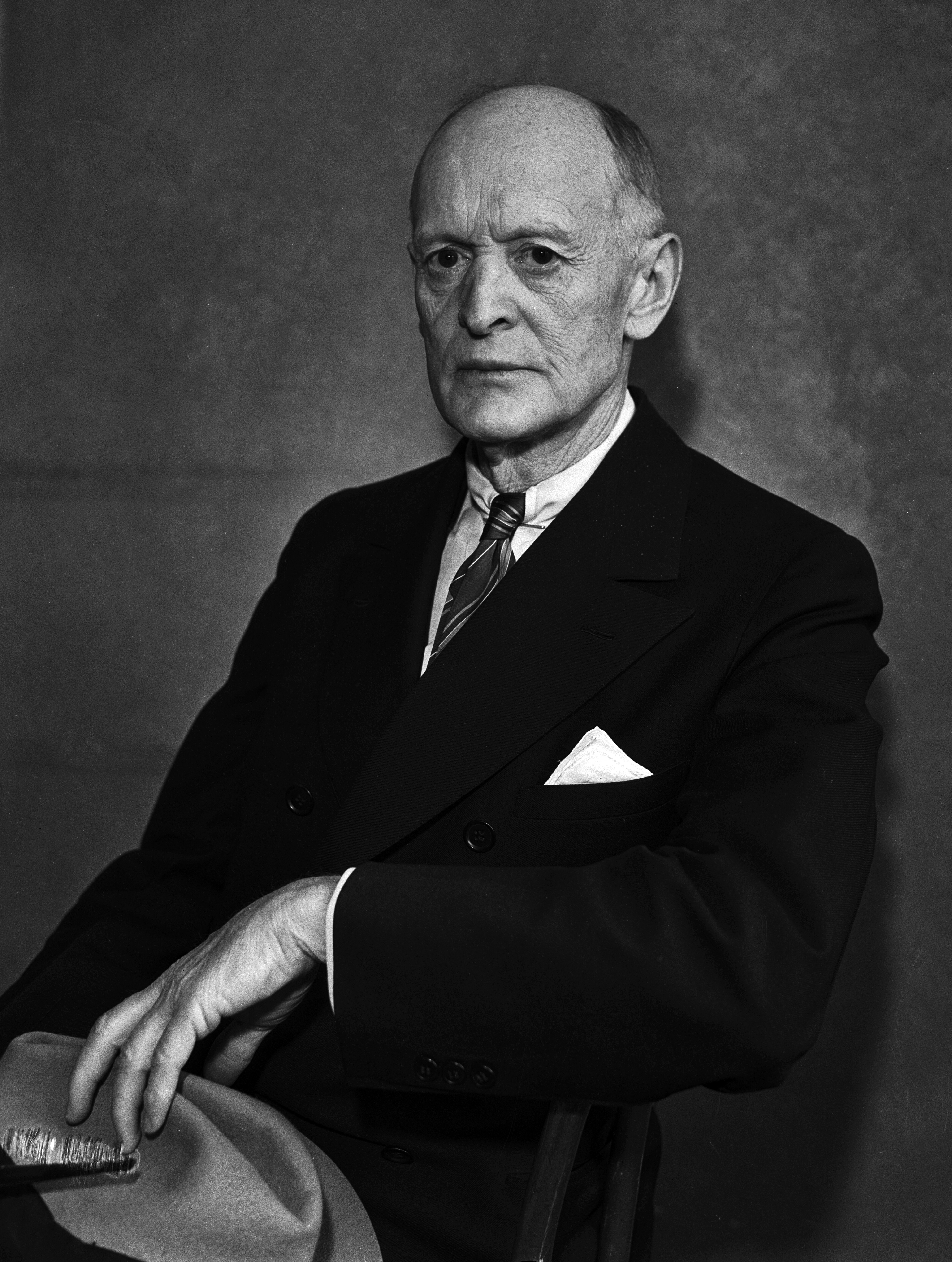
Herbert J. Brees

Herbert Jay Brees (* 12. Juni 1877 in Laramie, Albany County, Wyoming; † 22. Dezember 1958 in San Antonio, Bexar County, Texas) war ein Generalleutnant der United States Army. Er kommandierte unter anderem die 3. Armee.
Herbert Brees studierte bis 1897 an der University of Wyoming. Im Jahr 1898 schaffte er den Sprung in das Offizierskorps des US-Heeres, in dem er als Leutnant der Kavallerie zugeteilt wurde. In der Armee durchlief er anschließend alle Offiziersränge bis zum Generalleutnant. In seinen jüngeren Jahren absolvierte er den für Offiziere in den niederen Rangstufen üblichen Dienst in verschiedenen Einheiten und Standorten.
In der Endphase des Spanisch-Amerikanischen Kriegs und während des Philippinisch-Amerikanischen Kriegs war er auf den Philippinen eingesetzt. Nach seiner Rückkehr in die Vereinigten Staaten im Jahr 1901 bekleidete er bis 1917 weiterhin reguläre Militärposten und Stabsoffiziersstellen in den Vereinigten Staaten und zwei weitere Male auf den Philippinen. In diesen Jahren setzte er seine Ausbildung mit verschiedenen Kursen und Schulungen fort. Dazu gehörten unter anderem das Command and General Staff College, die Infantry School, die Cavalry School sowie das United States Army War College.
Nach dem amerikanischen Eintritt in den Ersten Weltkrieg war Herbert Brees zunächst Stabschef der 91. Infanteriedivision. Mit dieser Einheit wurde er Ende Juni 1918 auf den europäischen Kriegsschauplatz verlegt. Im Oktober 1918 wurde er Stabschef des VII. Korps. Dieses Amt behielt er bis Juni 1919. Vom 27. Oktober bis zum 21. November 1918 hatte er kommissarisch das Kommando über das Korps.
Im Juli 1919 kehrte Brees in die Vereinigten Staaten zurück, wo er zunächst als Dozent an der Army Service School in Fort Leavenworth tätig war. Anschließend war er bis 1923 einer der Direktoren des Command and General Staff Colleges. Im weiteren Verlauf der 1920er Jahre wechselten sich bei Brees Militärkommandos und Funktionen an militärischen Bildungseinrichtungen ab.
Seit dem 1. November 1931 bekleidete Herbert Brees den Rang eines Brigadegenerals. Mit diesem Rang wurde er ein weiteres Mal auf die Philippinen beordert, wo er das Kommando über Fort Stotsenburg bekam, das er bis 1934 innehatte. Danach war er Kommandeur des Command and General Staff Colleges. Von Juni bis Oktober 1936 war er, nunmehr als Generalmajor, Kommandeur der 2. Infanteriedivision. Anschließend kommandierte er bis 1938 das VIII. Corps. Später war er als Chief Controller an Ausbildungsstandorten in Louisiana tätig. Am 1. Oktober 1940 übernahm er, nun als Generalleutnant, die Nachfolge von Stanley D. Embick als Kommandeur der 3. Armee. Dieses Kommando übte er bis zum 15. Mai 1941 aus. Nachdem er sein Kommando an Walter Krueger übergeben hatte, ging er in den Ruhestand.
Nach seiner Militärzeit war Brees Präsident der National Bank of Fort Sam Houston. Er starb am 22. Dezember 1958 in San Antonio und wurde auf dem Fort Sam Houston National Cemetery beigesetzt.

## Orden und Auszeichnungen
Herbert Brees erhielt im Lauf seiner militärischen Laufbahn unter anderem folgende Auszeichnungen:
- Army Distinguished Service Medal
- Silver Star
- Spanish War Service Medal
- Philippine Campaign Medal
- World War I Victory Medal
- Army of Occupation of Germany Medal
- American Defense Service Medal
- Orden der Ehrenlegion